# Mercy Corps
Mercy Corps é uma agência internacional de ajuda humanitária que é sediada nos EUA e Europa.